# Albert Payne
Albert Payne (pseudonym: A. Ehrlich), född 3 juni 1842 i Leipzig, Kungariket Sachsen, Kejsardömet Tyskland , död där 1 april 1921, var en tysk violinist och musikförläggare av brittiskt ursprung.
Payne var utbildad vid Leipzigs musikkonservatorium och som violinist av Ferdinand David och Joseph Massart (i Paris), men inträdde 1862 i sin far Albert Henry Paynes förlagsrörelse i Leipzig, och från denna utgick från 1886 de små prisbilliga partiturutgåvor av kammarmusiklitteratur i fickformat, som vann utomordentlig spridning (även långt utanför Tyskland). Utgivningen övergick 1892 till Ernst Eulenburgs förlag, som betydligt utvidgade verksamheten, som då även kom att omfatta orkester-, kör- och sceniska verk.